# Fürstbischöfliche Amtskellerei (Volkach)

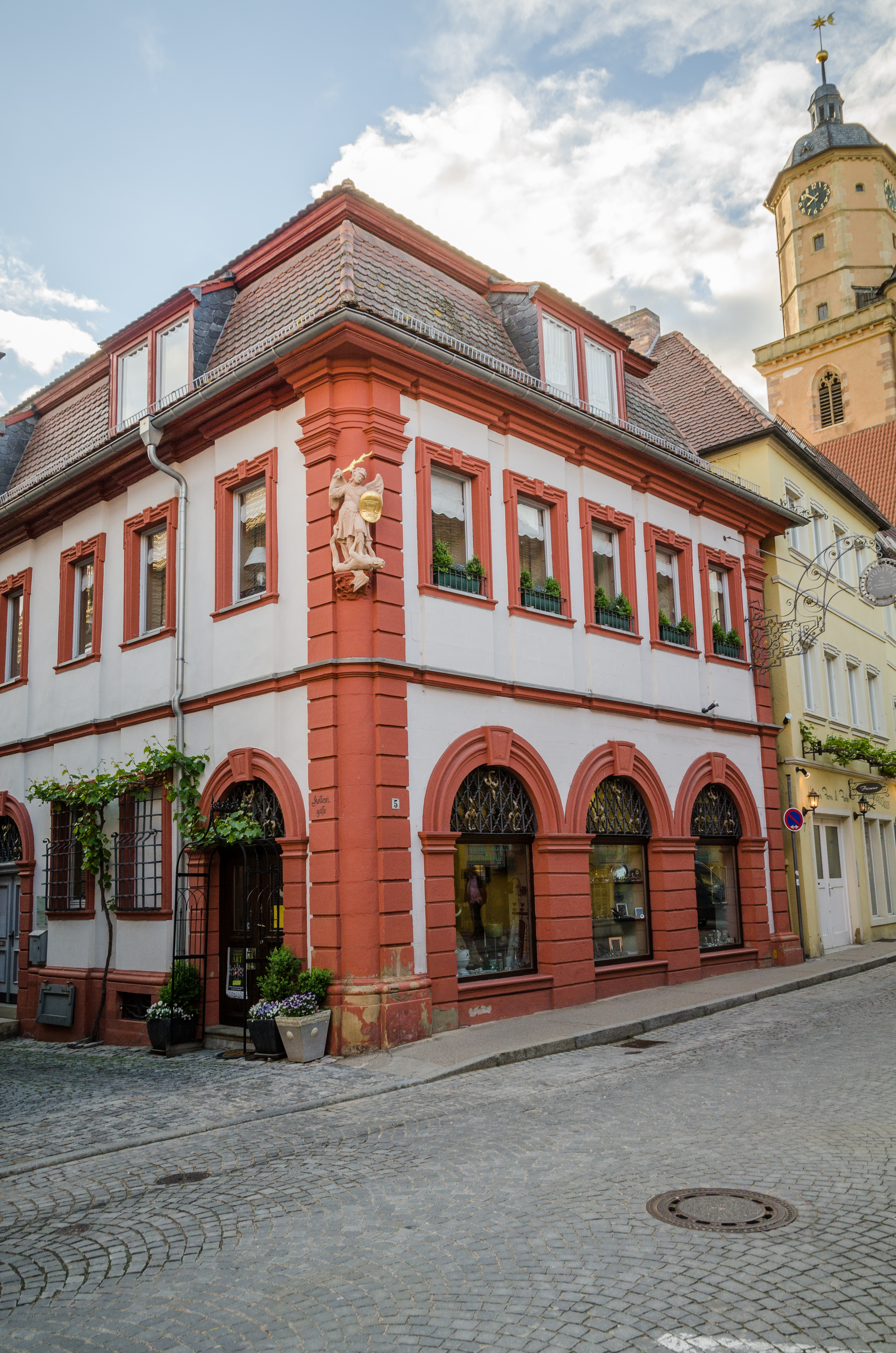
Die ehemalige Fürstbischöfliche Amtskellerei

Die ehemalige Fürstbischöfliche Amtskellerei (Adresse Hauptstraße 5, früher Hausnummer 36) ist ein repräsentativer Barockbau in der unterfränkischen Stadt Volkach. Er wurde zunächst als Wirtschaftshof des Würzburger Fürstbischofs genutzt, ehe dort die Volkacher Poststation einzog. Heute ist er als Wohn- und Geschäftshaus umgebaut.

## Geschichte
Die Würzburger Fürstbischöfe hatten neben der Grundherrschaft über Volkach, repräsentiert durch das fürstbischöfliche Amthaus, auch reichen landwirtschaftlichen Besitz in der Umgebung der Stadt. Besonders die Weinberge warfen in einigen Jahren viel Gewinn ab. Um den Wein zwischenzulagern, benötigte der Fürstbischof eine sogenannte Amtskellerei mit tiefen Kellern. Das Gebäude war bereits seit der städtischen Frühzeit im Besitz der Grundherren und wurde in der Folgezeit immer wieder an Bürger Volkachs verliehen.
1689 saß Hans Östreich im Haus, er war Büttner, bewirtschaftete mehrere Weinberge und hielt einige Weidetiere. Er ergänzte seinen Betrieb vor 1698 mit einer Garkocherei. Damals wurde das Haus zwischen „Gemeiner Straße und Herrn Georgius“ lokalisiert. Im Jahr 1711 ist der Kaufmann Julig Confortale im Gebäude nachgewiesen. Um 1730 entstand der heutige Bau als eines der prächtigsten Barockhäuser der Stadt. 1736 saß die Witwe des Hans Michel Wol dort.
Ab 1743 ist die Familie Meisner im Haus nachgewiesen. Sie stieg bald zu einer der reichsten Familien der Stadt auf. Zunächst erhielt Michael Meisner das Bürgerrecht, 1771 war Michael Meisner Eigentümer eines über zwei Kellern erbauten Wohnhauses. 1776 saß dort Nicolaus Joseph Meisner, ein Handelsmann. 1843 besaß das Ehepaar Franz Caspar Meisner und Barbara, geborene Erbig, das Wohnhaus. Ein Gartenhaus gehörte damals zum Gebäude. Im Jahr 1865 erbte der Spitalverwalter Joseph Meisner das Haus.
Seit 1885 wurde die königlich-bayerische Poststation im Gebäude untergebracht. Erster Posthalter war Andreas Leipold, er übergab das Amt seinem Sohn Karl Leipold. Dieser führte neben dem Postbetrieb auch eine Lohnkutscherei. 1911 erwarb die Kongregation der Dillinger Franziskanerinnen das Haus und richtete dort ein Schülerinneninternat (siehe auch: Kloster St. Maria) ein. Später zog das Internat in ein benachbartes Gebäude um und in das Haus zogen Betriebe ein. Im Jahr 1999 verkauften die Nonnen das Haus, seit 2002 gibt es dort einen Antiquitätenladen.

## Beschreibung

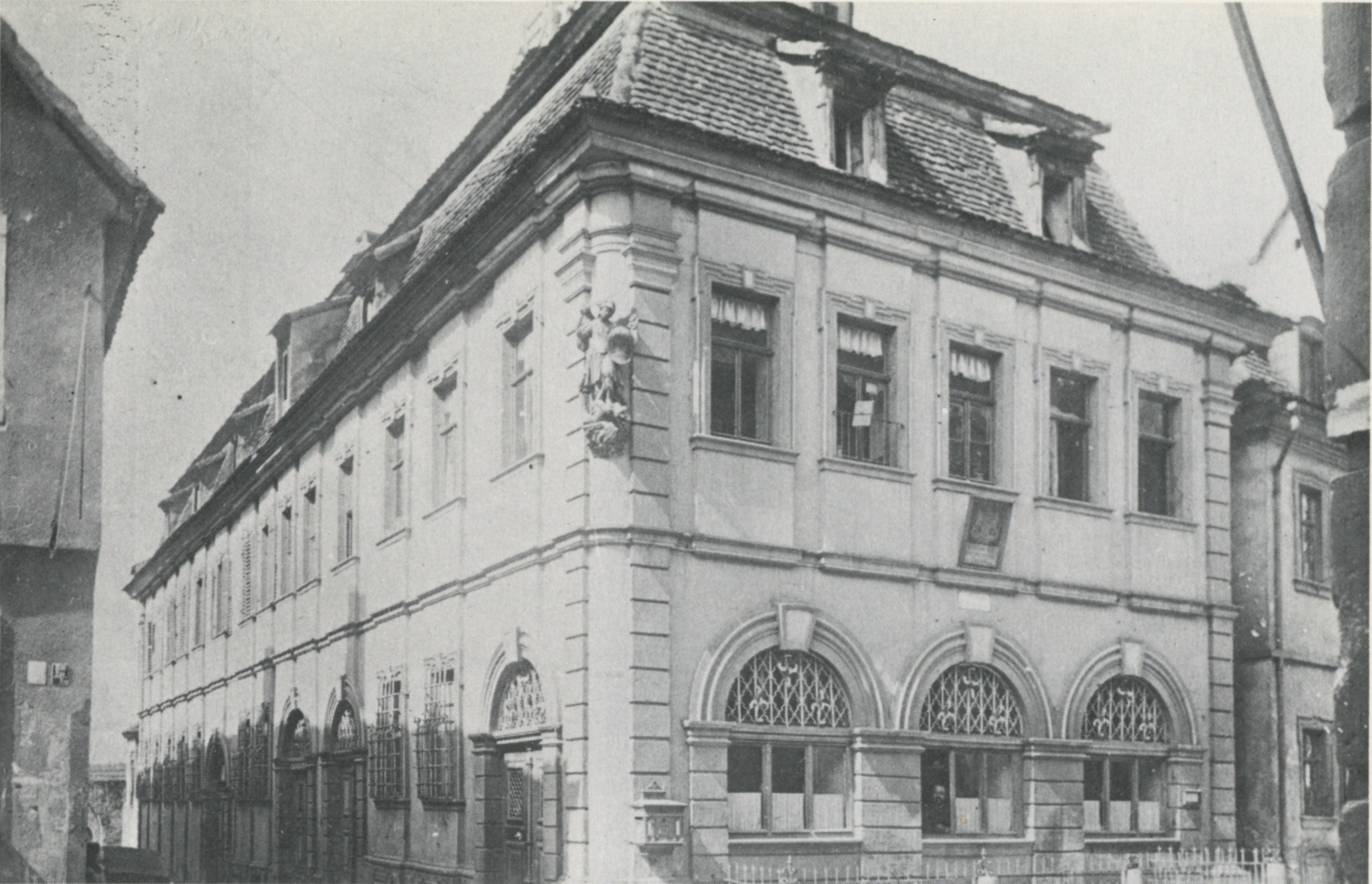
Das Postamt vor 1912

Die fürstbischöfliche Amtskellerei wurde um 1730 im Stil des Barock errichtet. Vorbild waren die älteren Häuser dieses Stils, Hauptstraße 46 und das Schelfenhaus in der gleichnamigen Gasse. Die Kellerei ist ein zweigeschossiges Mansarddachhaus, dessen Fassade reich gegliedert ist. Der Bau ist von gequaderten Sandsteinpilastern eingerahmt, die Geschosse sind durch Gurtgesimse voneinander abgesetzt.
Große Rundbogenfenster mit Schlusssteinen im Erdgeschoss wurden beim Umbau im 20. Jahrhundert als Schaufenster vergrößert. Im Obergeschoss haben die kleineren Rechteckfenster geohrte Gewände und diamantierte Schlusssteine. Der Bau hat zwei große Keller. Aus dem 18. Jahrhundert stammt die Heiligenfigur an der Ecke Hauptstraße-Kellereigasse mit der Inschrift im Schild „quis ut deus“.